# Инвестиционный фонд
Инвестиционный фонд — учреждение, осуществляющее коллективные инвестиции. Суть его в аккумулировании сбережений частных и юридических лиц для совместного (в том числе и портфельного) инвестирования через покупку ценных бумаг, а не реальных производственных активов. За счёт того, что приобретение ценных бумаг осуществляет профессиональный участник рынка, риски частных инвесторов минимизируются .
Вместе с таким инструментом как банковские депозиты вложения в ИСИ являются наиболее популярными инструментами сохранения и приумножения сбережений частных лиц.

## История
Первый инвестиционный фонд в мире был создан в августе 1822 года в Бельгии. Инвестиционные фонды начинают быстро развиваться только после Второй мировой войны, постепенно создавая конкуренцию банкам и другим финансовым институтам. Наибольшего распространения инвестиционные фонды приобрели в Великобритании и США. На сегодняшний день более половины американских домохозяйств являются вкладчиками того или иного инвестиционного фонда.
По состоянию на 2008 год инвестиционная компания Fidelity Investments была самым крупным акционером в 10% американских корпораций. 
В настоящее время (на 2016-2017 год) выделяется «Большая тройка» американских инвестиционных компаний (Vanguard, BlackRock, State Street Corporation), которые вместе имеют крупнейшие пакеты акций в 40% от всех публичных американских компаний, и в 88% компаний составляющих S&P 500 (500 компаний с наибольшей капитализацией). В результате акции крупнейших американских компаний оказались сосредоточены в руках небольшого количества людей. Представители "большой тройки" декларируют, что они хотят быть активными акционерами и вмешиваться в управление компаниями. Концентрация собственности в настоящее время, вероятно, превосходит ту, которая наблюдалась в эпоху «баронов-разбойников». 
Перекрестное владение институциональными инвесторами акциями компаний в одной отрасли снижает конкуренцию между этими компаниями и коррелирует с неоправданным повышением цен для потребителей.. В США рост доли институциональных инвесторов коррелирует с ростом экономического неравенства.

## Типы инвестиционных фондов
- Паевой инвестиционный фонд — форма совместного инвестирования.
- Инвестиционный фонд России — государственный фонд для софинансирования инвестиционных проектов.
- Взаимный фонд — форма совместного инвестирования.
- Хеджевый фонд — частный, не ограниченный нормативным регулированием инвестиционный фонд, недоступный широкому кругу лиц и управляемый профессиональным инвестиционным управляющим.
- Торгуемый на бирже фонд (Exchange Traded Fund (ETF)) — открытый индексный фонд, акции которого торгуются на бирже.
- Чековый инвестиционный фонд — специализированный фонд, создаваемый в России периода ваучерной приватизации начала 1990-х, с целью оказания помощи населению в инвестировании приватизационных чеков (ваучеров) и обеспечения профессионального управления активами данного фонда.
- Инвестиционный фонд недвижимости — фонд для совместного инвестирования в недвижимость.

## Функции инвестиционных фондов
Инвестиционные фонды выполняют следующие функции:
- аккумуляция сбережений индивидуальных инвесторов;
- более эффективное управление инвестиционными ресурсами, которое не могут обеспечить индивидуальные инвесторы по причине отсутствия необходимых профессиональных навыков и опыта;
- диверсификация рисков с помощью вложения средств индивидуальных инвесторов в различные инструменты финансового рынка;
- снижение затрат на проведение операций на рынке ценных бумаг.

## Институт совместного инвестирования
Институт совместного инвестирования (ИСИ) — термин, обозначающий в украинском законодательстве инвестиционный фонд, осуществляющий деятельность по совместному инвестированию — объединению (привлечению) денежных средств инвесторов с целью получения прибыли от их вложений в ценные бумаги других эмитентов, корпоративные права и недвижимость.
Активы институтов совместного инвестирования управляются компанией по управлению активами (КУА).
Существует несколько типов Институтов совместного инвестирования, которые определяются по способам и правилам ведения инвестиционной деятельности:
- открытого типа;
- интервального типа;
- закрытого типа.

ИСИ открытого типа характеризуется взятыми управляющей компанией обязательствами по выкупу собственных ценных бумаг по заявке инвестора. Данное требование от инвестора может поступить в любое время. Выкуп производится по обусловленному сроку эмиссии, не менее раза в год.
ИСИ закрытого типа не возлагает на себя обязанности по выкупу эмитированных компанией ценных бумаг.